# Janine Tischer
Janine Tischer (Meiningen, RDA, 19 de mayo de 1984) es una deportista alemana que compitió en bobsleigh en la modalidad doble.
Ganó tres medallas en el Campeonato Mundial de Bobsleigh entre los años 2007 y 2009, y cinco medallas en el Campeonato Europeo de Bobsleigh entre los años 2005 y 2012. Participó en los Juegos Olímpicos de Vancouver 2010, ocupando el séptimo lugar en la prueba doble.

## Palmarés internacional
| Campeonato Mundial | Campeonato Mundial           | Campeonato Mundial | Campeonato Mundial |
| Año                | Lugar                        | Medalla            | Prueba             |
| ------------------ | ---------------------------- | ------------------ | ------------------ |
| 2007               | Sankt Moritz (Suiza)         | Medalla de plata   | Doble              |
| 2008               | Altenberg (Alemania)         | Medalla de plata   | Doble              |
| 2009               | Lake Placid (Estados Unidos) | Medalla de bronce  | Doble              |
| Campeonato Europeo |                              |                    |                    |
| Año                | Lugar                        | Medalla            | Prueba             |
| 2005               | Altenberg (Alemania)         | Medalla de oro     | Doble              |
| 2007               | Cortina d'Ampezzo (Italia)   | Medalla de plata   | Doble              |
| 2008               | Cesana (Italia)              | Medalla de plata   | Doble              |
| 2009               | Sankt Moritz (Suiza)         | Medalla de plata   | Doble              |
| 2012               | Altenberg (Alemania)         | Medalla de oro     | Doble              |